# 2010-es magyar ralibajnokság
A 2010-es magyar ralibajnokság volt a magyar ralibajnokságok történetének 44. idénye. A bajnokság hét futamból állt. Aschenbrenner György és Pikó Zsuzsa első alkalommal szerezte meg a bajnoki címet. A szezon során a bajnok páros a Mitsubishi Lancer Evo IX.-et és a Honda Civic Typ-öt is használta versenyen.

## Versenynaptár
| # | Dátum           | Rali neve                                | Rali bázis    | Felület | Táv (km) | Rendező                        |
| - | --------------- | ---------------------------------------- | ------------- | ------- | -------- | ------------------------------ |
| 1 | Március 26-28   | 7. Valvoline-Start Autó Rallye-Eger 2010 | Eger          | aszfalt | 161,45   | Laroco MSC                     |
| 2 | Április 23-25   | Maxx Shot 17. Miskolc Rally              | Miskolc       | vegyes  | 109,59   | North-Country Kft.             |
| 3 | Május 21-23     | Hell Energy Drink Salgó-Gemer Rally      | Salgótarján   | vegyes  | 149,74   | D-Moto Kft.                    |
| 4 | Június 18-19    | Karpackie-Groupama Rallye Bükfürdő       | Bük           | murva   | 122,9    | Marco Racing Team Kft.         |
| 5 | Július 17-18    | 17. Veszprém Rallye                      | Veszprém      | vegyes  | 99,6     | Laroco MSC                     |
| 6 | Augusztus 20-21 | Prince Kazincbarcika Rally 2010          | Kazincbarcika | aszfalt | 140,48   | North-Country Kft.             |
| 7 | Október 15-17   | 43. Allianz Rallye                       | Pécs          | aszfalt | 157,29   | J-Group Fotoprint Hungary Kft. |

## Versenyek
| # | Rali                                                  | Dobogós helyezettek | Dobogós helyezettek              | Dobogós helyezettek                                                       | Dobogós helyezettek | Statisztika        | Statisztika |
| # | Rali                                                  | Helyezés            | Versenyző Navigátor              | Csapat Autó                                                               | Idő                 | Szakasz            | Hossz       |
| - | ----------------------------------------------------- | ------------------- | -------------------------------- | ------------------------------------------------------------------------- | ------------------- | ------------------ | ----------- |
| 1 | Eger Rallye (Március 26-28) — Összefoglaló            | 1                   | Aschenbrenner György Pikó Zsuzsa | Asi Rallye Club Mitsubishi Lancer Evo IX                                  | 1:16:53.6           | 14 + rajtceremónia | 161,450 km  |
| 1 | Eger Rallye (Március 26-28) — Összefoglaló            | 2                   | Turi Tamás Percze Nándor         | Mérföldkő SE Mitsubishi Lancer Evo IX                                     | +25.7 mp            | 14 + rajtceremónia | 161,450 km  |
| 1 | Eger Rallye (Március 26-28) — Összefoglaló            | 3                   | ifj. Tóth János Tagai Róbert     | Peugeot -Total-Hungária Rallye Team SE Peugeot 207 S2000                  | +40.0 mp            | 14 + rajtceremónia | 161,450 km  |
|   |                                                       |                     |                                  |                                                                           |                     |                    |             |
| 2 | Miskolc Rallye (Április 23-25) — Összefoglaló         | 1                   | Aschenbrenner György Pikó Zsuzsa | Asi Rallye Club Mitsubishi Lancer Evo IX                                  | 0:58:30.9           | 11 + prológ        | 109,59 km   |
| 2 | Miskolc Rallye (Április 23-25) — Összefoglaló         | 2                   | ifj. Tóth János Tagai Róbert     | Peugeot -Total-Hungária Rallye Team SE Peugeot 207 S2000                  | +1.9 mp             | 11 + prológ        | 109,59 km   |
| 2 | Miskolc Rallye (Április 23-25) — Összefoglaló         | 3                   | Herczig Norbert Baranyai László  | Herczig Autósport Kft-Skoda Rally Team Hungaria Skoda Fabia S2000         | +6.7 mp             | 11 + prológ        | 109,59 km   |
|   |                                                       |                     |                                  |                                                                           |                     |                    |             |
| 3 | Salgó Rally (Május 21-23) — Összefoglaló              | 1                   | Aschenbrenner György Pikó Zsuzsa | Asi Rallye Club Mitsubishi Lancer Evo IX                                  | 1:20:08.0           | 12 + SS            | 149,74 km   |
| 3 | Salgó Rally (Május 21-23) — Összefoglaló              | 2                   | ifj. Tóth János Tagai Róbert     | Peugeot -Total-Hungária Rallye Team SE Peugeot 207 S2000                  | +19.5 mp            | 12 + SS            | 149,74 km   |
| 3 | Salgó Rally (Május 21-23) — Összefoglaló              | 3                   | Herczig Norbert Baranyai László  | Herczig Autósport Kft-Skoda Rally Team Hungaria Skoda Fabia S2000         | +35.4 mp            | 12 + SS            | 149,74 km   |
|   |                                                       |                     |                                  |                                                                           |                     |                    |             |
| 4 | Bükfürdő Rallye (Június 18-19) — Összefoglaló         | 1                   | Aschenbrenner György Pikó Zsuzsa | Asi Rallye Club Mitsubishi Lancer Evo IX                                  | 1:08:14.1           | 11                 | 122,9 km    |
| 4 | Bükfürdő Rallye (Június 18-19) — Összefoglaló         | 2                   | Herczig Norbert Baranyai László  | Herczig Autósport Kft-Skoda Rally Team Hungaria Skoda Fabia S2000         | +5,1 mp             | 11                 | 122,9 km    |
| 4 | Bükfürdő Rallye (Június 18-19) — Összefoglaló         | 3                   | Turán Frigyes Zsiros Gábor       | Turán Motorsport SE-Synergon Turán Motorsport SE Mitsubishi Lancer Evo IX | +54,0 mp            | 11                 | 122,9 km    |
|   |                                                       |                     |                                  |                                                                           |                     |                    |             |
| 5 | Veszprém Rallye (Július 17-18) — Összefoglaló         | 1                   | ifj. Tóth János Tagai Róbert     | Peugeot -Total-Hungária Rallye Team SE Peugeot 207 S2000                  | 1:01:11.5           | 9                  | 99,6 km     |
| 5 | Veszprém Rallye (Július 17-18) — Összefoglaló         | 2                   | Aschenbrenner György Pikó Zsuzsa | Asi Rallye Club Mitsubishi Lancer Evo IX                                  | +32,3 mp            | 9                  | 99,6 km     |
| 5 | Veszprém Rallye (Július 17-18) — Összefoglaló         | 3                   | Turi Tamás Percze Nándor         | Mérföldkő SE Mitsubishi Lancer Evo IX                                     | +61,4 mp            | 9                  | 99,6 km     |
|   |                                                       |                     |                                  |                                                                           |                     |                    |             |
| 6 | Kazincbarcika Rallye (Augusztus 20-21) — Összefoglaló | 1                   | Aschenbrenner György Pikó Zsuzsa | Asi Rallye Club Mitsubishi Lancer Evo IX                                  | 1:15:54.3           | 14                 | 140,48 km   |
| 6 | Kazincbarcika Rallye (Augusztus 20-21) — Összefoglaló | 2                   | ifj. Tóth János Tagai Róbert     | Peugeot -Total-Hungária Rallye Team SE Peugeot 207 S2000                  | + 51,6 mp           | 14                 | 140,48 km   |
| 6 | Kazincbarcika Rallye (Augusztus 20-21) — Összefoglaló | 3                   | Kakuszi Zsolt Kakuszi Csaba      | Maxx Rally Team Ford Fiesta S2000                                         | + 53,1 mp           | 14                 | 140,48 km   |
|   |                                                       |                     |                                  |                                                                           |                     |                    |             |
| 7 | Mecsek Rallye (Október 15-17) — Összefoglaló          | 1                   | Kakuszi Zsolt Kakuszi Csaba      | Maxx Rally Team Ford Fiesta S2000                                         | 1:22:55.9           | 10 + prológ        | 157,29 km   |
| 7 | Mecsek Rallye (Október 15-17) — Összefoglaló          | 2                   | Bútor Róbert Holczer Dániel      | Pit Line Kft. Holczer Racing Peugeot 207 S2000                            | + 7,6 mp            | 10 + prológ        | 157,29 km   |
| 7 | Mecsek Rallye (Október 15-17) — Összefoglaló          | 3                   | Hadik András Juhász István       | Hadik Autósport Egyesület Subaru Impreza N12                              | + 43,8 mp           | 10 + prológ        | 157,29 km   |

## A bajnokság végeredménye

### Pontozás
| Helyezés | 1. | 2. | 3. | 4. | 5. | 6. | 7. | 8. | 9. | 10. |
| Pontok   | 20 | 15 | 12 | 10 | 8  | 6  | 4  | 3  | 2  | 1   |

A Bükfürdő Rallye során 1,2-szeresét kapták a táblázatbeli pontoknak a pilóták.

### Versenyzők

#### Abszolút sorrend
| Poz | Versenyző                  | EGER | MISKOLC | SALGÓTARJÁN | BÜKFÜRDŐ | VESZPRÉM | KAZINCB | PÉCS | Pontok |
| --- | -------------------------- | ---- | ------- | ----------- | -------- | -------- | ------- | ---- | ------ |
| 1   | Aschenbrenner György       | 1    | 1       | 1           | 1        | 2        | 1       | 9    | 121    |
| 2   | ifj. Tóth János            | 3    | 2       | 2           | 5        | 1        | 2       |      | 86,6   |
| 3   | Turi Tamás                 | 2    | 4       | 4           | Ki       | 3        | Ki      |      | 47     |
| 4   | Herczig Norbert            | 7    | 3       | 3           | 2        | Ki       | Ki      | Ki   | 46     |
| 5   | Hadik András               | 5    | 5       | Ki          | Ki       | Ki       | 5       | 3    | 36     |
| 6   | Hideg Krisztián            | Ki   | 8       | Ki          | 8        | 4        | 4       | 6    | 33,8   |
| 7   | Kakuszi Zsolt              |      |         |             |          | 13       | 3       | 1    | 32     |
| 8   | Balogh János               | 16   | 6       | Ki          | 4        | 9        | 6       | 8    | 29     |
| 9   | Kazár Miklós               | 12   | 7       | Ki          | 6        | 6        | Ki      | 4    | 27,2   |
| 10  | Turán Frigyes              | 4    | DSQ     |             | 3        |          | EX      |      | 24,4   |
| 11  | Bútor Róbert               | 11   | 9       | 7           | 14       | 16       |         | 2    | 21     |
| 12  | Pethő István               | 8    | 10      | 8           | 8        | 10       | Ki      | 7    | 15,6   |
| 13  | ifj. Ranga László          | 13   | Ki      |             | 9        | 7        |         | 5    | 14,4   |
| 14  | Botka Dávid                | 15   | Ki      | 5           | Ki       | 8        | Ki      | Ki   | 11     |
| 15  | Osváth Péter               | 6    | Ki      | 9           | 10       | 11       | Ki      | 10   | 10,2   |
| 16  | Trencsényi József          | 12   | Ki      | 6           | 13       | 13       | 7       | 14   | 10     |
| 17  | Elek István                | 10   | Ki      | 14          | Ki       | 5        | Ki      |      | 9      |
| 18  | Sziklai Tibor              |      |         |             |          |          | 8       | Ki   | 3      |
| 19  | "Menya" (Krózser Menyhért) | 9    | Ki      | Ki          | 11       | Ki       | Ki      | Ki   | 2      |
| 20  | Ollé Sándor                | Ki   |         | Ki          | 19       | 21       | 9       | Ki   | 2      |
| 21  | Pálinkás Zsolt             | 18   | Ki      | 10          | 21       | 20       |         |      | 1      |
| 22  | Lévai Ferenc               |      |         |             | 24       | 25       | 10      | 18   | 1      |
| Poz | Versenyző                  | EGER | MISKOLC | SALGÓTARJÁN | BÜKFÜRDŐ | VESZPRÉM | KAZINCB | PÉCS | Pontok |

| Szín   | Eredmény                                          |
| ------ | ------------------------------------------------- |
| Arany  | Győztes                                           |
| Ezüst  | 2. helyezett                                      |
| Bronz  | 3. helyezett                                      |
| Zöld   | Pontot szerzett                                   |
| Kék    | Pont nélkül vagy helyezetlenül ért célba (NC, HN) |
| Lila   | Nem ért célba (Ret, Ki)                           |
| Fekete | Diszkvalifikálták (DSQ)                           |
| Fehér  | Nem indult (Ni)                                   |
| Üres   | Nem gyakorolt (DNP)                               |
| Üres   | Beteg vagy sérült volt (Inj)                      |
| Üres   | Kizárt (EX)                                       |
| Üres   | Nem érkezett meg (DNA)                            |